# Osbroek
Het Osbroek is een beschermd natuurgebied, dat bijna 25 ha groot is, in de omgeving van de Belgische stad Aalst.

## Ligging
Het natuurgebied Het Osbroek situeert zich tussen Aalst en Erembodegem. Het noordelijk deel werd ingenomen door de aanleg van het stadspark en de stedelijke sportterreinen van Aalst. Het overblijvende gedeelte zit gevat tussen het industriegebied aan de Dender en de woongebieden aan de autosnelweg Oostende-Brussel. Het natuurgebied is een Europees erkend Natura2000-gebied (Bossen van de Vlaamse Ardennen en andere Zuid-Vlaamse bossen).

## Beschrijving
Het Osbroek is een overblijfsel van polderlandschap dat wegens een gebrekkige ontwatering en vooral na het verhogen van de Denderdijken van waterziek tot moerassig evolueerde. In deze natte omgeving wisselden weiden af met elzenbroek en aanplant van populier. Op de opgehoogde delen werden vooral berken aangeplant. Door afgravingen, ophogingen, stortingen en het dempen van vijvers is het oorspronkelijke biotoop sterk verstoord. Op deze terreiningrepen treft men vooral storings- en nitrofiele vegetatietypen aan. Niettemin behield het Osbroek een landschappelijke en wetenschappelijke waarde. Als bosgebied vormt het samen met het stadspark een belangrijke groenvoorziening midden de woonkernen van Groot-Aalst; het is toegankelijk via de paden en wandelnetwerk Dendervallei Noord.